# Ранхель, Анхель
А́нхель Ранхе́ль Сараго́са (исп. Àngel Rangel Zaragoza; 28 октября 1982, Сан-Карлос-де-ла-Рапита, Испания) — испанский футболист, игравший на позиции правого защитника.

## Карьера
Анхель родился в городе Сан-Карлос-де-ла-Рапита, Таррагона, Каталония, начинал играть в местных клубах «Тортоса», «Реус Депортиу», «Жирона», «Сант-Андреу», «Террасса», которые выступали в низших лигах Испании. Летом 2007 года подписал годичный контракт с клубом Первой Футбольной лиги Англии «Суонси Сити». В то время командой руководил соотечественник Анхеля Роберто Мартинес.
В первом своём сезоне за «Суонси Сити» Анхель сыграл огромную роль и помог клубу вернуться в Чемпионшип после 24-летнего отсутствия. 27 ноября 2007 года Ранхель забил свой первый гол за клуб, произошло это на восьмой минуте матча против «Хартлпул Юнайтед». Спустя две недели Анхель забил второй гол, в матче против «Саутенд Юнайтед». В конце сезона Анхель был выбран в команду года Первой Футбольной лиги Англии. 5 сентября 2008 года Анхель подписал новый контракт с клубом до июня 2010 года.
Ранхель продолжал играть огромную роль в клубе в последующие годы и в середине февраля 2010 года продлил контракт до июня 2011 года. Сезон 2010/11 был удачным для Анхеля и «Суонси». Клуб вышел в Премьер-лигу впервые в своей истории, в финале плей-офф победив «Рединг» со счётом 4:2.
После прохода в Премьер-лигу Анхель подписал новый контракт на три года. В ноябре 2011 года Анхель был признан лучшим защитником в Премьер-лиге.
Ранхель забил первый гол в Премьер-лиге 25 августа 2012 года в матче против «Вест Хэм Юнайтед». 8 марта 2013 года подписал новый контракт с клубом до 2016 года.
15 августа 2018 года Ранхель перешел в «Куинз Парк Рейнджерс». 24 ноября 2018 года он сделал дубль в матче со «Сток Сити», забив свои первые голы за клуб.

## Карьера в сборной
Ранхель претендовал на получение гражданства Уэльса, но ему было отказано, так как он не получал образования в стране 5 лет.

## Награды
Суонси Сити
- Первая Футбольная лига Англии : 2007/08
- Кубок Футбольной лиги : 2012/13

## Статистика
| Клуб            | Сезон           | Лига            | Лига  | Лига | Кубок | Кубок | Другие | Другие | Всего | Всего |
| Клуб            | Сезон           | Дивизион        | Матчи | Голы | Матчи | Голы  | Матчи  | Голы   | Матчи | Голы  |
| --------------- | --------------- | --------------- | ----- | ---- | ----- | ----- | ------ | ------ | ----- | ----- |
| Жирона          | 2004/05         | Сегунда B       | 24    | 0    | 1     | 0     | —      | —      | 25    | 0     |
| Жирона          | Всего           | Всего           | 24    | 0    | 1     | 0     | —      | —      | 25    | 0     |
| Сант-Андреу     | 2005/06         | Сегунда B       | 33    | 5    | 0     | 0     | —      | —      | 33    | 5     |
| Сант-Андреу     | Всего           | Всего           | 33    | 5    | 0     | 0     | —      | —      | 33    | 5     |
| Террасса        | 2006/07         | Сегунда B       | 34    | 2    | 1     | 0     | —      | —      | 35    | 2     |
| Террасса        | Всего           | Всего           | 34    | 2    | 1     | 0     | —      | —      | 35    | 2     |
| Суонси Сити     | 2007/08         | Лига 1          | 43    | 2    | 5     | 0     | 4      | 0      | 52    | 2     |
| Суонси Сити     | 2008/09         | Чемпионшип      | 40    | 1    | 6     | 0     | —      | —      | 46    | 1     |
| Суонси Сити     | 2009/10         | Чемпионшип      | 38    | 0    | 2     | 0     | —      | —      | 40    | 0     |
| Суонси Сити     | 2010/11         | Чемпионшип      | 38    | 2    | 2     | 0     | 3      | 0      | 43    | 2     |
| Суонси Сити     | 2011/12         | Премьер-лига    | 34    | 0    | 1     | 1     | —      | —      | 35    | 1     |
| Суонси Сити     | 2012/13         | Премьер-лига    | 33    | 3    | 4     | 0     | —      | —      | 37    | 3     |
| Суонси Сити     | 2013/14         | Премьер-лига    | 30    | 0    | 0     | 0     | 9      | 0      | 39    | 0     |
| Суонси Сити     | 2014/15         | Премьер-лига    | 27    | 0    | 2     | 0     | 0      | 0      | 29    | 0     |
| Суонси Сити     | Всего           | Всего           | 266   | 8    | 22    | 1     | 16     | 0      | 321   | 9     |
| Всего в карьере | Всего в карьере | Всего в карьере | 357   | 15   | 24    | 1     | 16     | 0      | 414   | 16    |

1. ↑  Матчи в турнире Трофей Футбольной лиги
2. ↑  Матчи в Лиге Европы УЕФА